# David Vincour

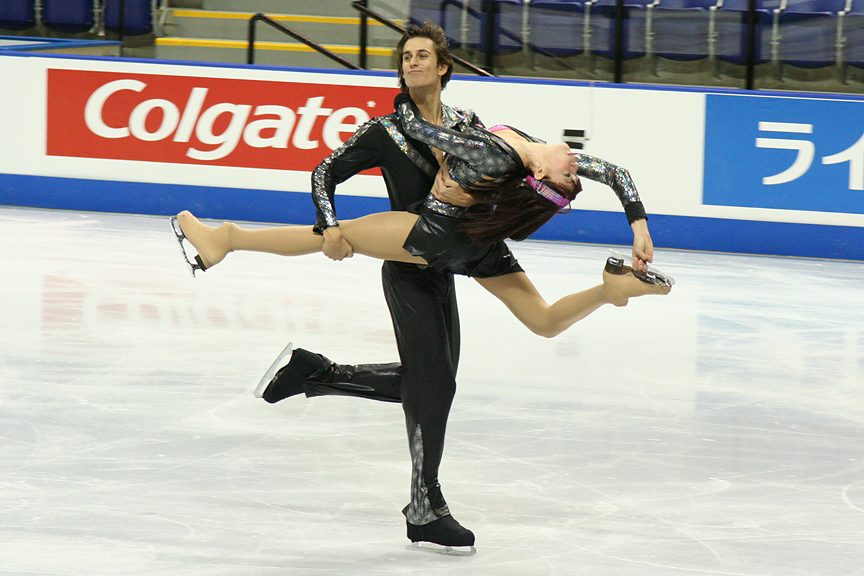
Kamila Hájková
David Vincour

David Vincour (Brno, 14 maart 1984) is een in Tsjechische kunstschaatser.
Vincour is actief in het ijsdansen en zijn vaste sportpartner sinds 2004 is Kamila Hájková. Hun huidige trainers zijn Pasquale Camerlengo en Anjelika Krylova. In het verleden schaatste Vincour nog met de Oostenrijkse vrouwen Sabine Pichler en Barbara Herzog.

## Persoonlijke records
| records                | punten | datum      | toernooi         |
| ---------------------- | ------ | ---------- | ---------------- |
| Hoogste totaalscore    | 149.17 | 25-09-2004 | Belgrado Sparrow |
| Hoogste verplichte kür | 32.77  | 22-09-2004 | Belgrado Sparrow |
| Hoogste originele kür  | 48.68  | 24-09-2004 | Belgrado Sparrow |
| Hoogste vrije kür      | 72.66  | 21-03-2008 | WK               |

## Belangrijke resultaten
1999-2001 met Barbara Herzog (voor Oostenrijk), 2004-2010 met Kamila Hájková (voor Tsjechië)
| Kampioenschap           | 99/00 | 00/01 |  | 04/05 | 05/06 | 06/07 | 07/08 | 08/09 | 09/10 |
| ----------------------- | ----- | ----- |  | ----- | ----- | ----- | ----- | ----- | ----- |
| Olympische Spelen       |       |       |  |       |       |       |       |       | 21e   |
| Wereldkampioenschap     |       |       |  |       | 27e   |       | 23e   |       |       |
| Europees kampioenschap  |       |       |  |       | 19e   | 17e   | 17e   | 17e   | 18e   |
| Nationaal kampioenschap |       |       |  |       | Goud  | Goud  | Goud  | Goud  | Goud  |
| WK Junioren             | 28e   | 22e   |  | 10e   |       |       |       |       |       |
| NK Junioren             | Goud  | Goud  |  | Goud  |       |       |       |       |       |